# (6470) Aldrin
(6470) Aldrin es un asteroide que forma parte del cinturón de asteroides y fue descubierto por Antonín Mrkos desde el Observatorio Kleť, cerca de České Budějovice, República Checa, el 14 de septiembre de 1982.

## Designación y nombre
Aldrin se designó al principio como 1982 RO1.
Más tarde, en 1999, fue nombrado en honor del astronauta estadounidense Buzz Aldrin.

## Características orbitales
Aldrin está situado a una distancia media del Sol de 2,275 ua, pudiendo acercarse hasta 1,929 ua y alejarse hasta 2,622 ua. Tiene una inclinación orbital de 2,791 grados y una excentricidad de 0,1521. Emplea 1254 días en completar una órbita alrededor del Sol. El movimiento de Aldrin sobre el fondo estelar es de 0,2871 grados por día.

## Características físicas
La magnitud absoluta de Aldrin es 14,3.